# I-League 3
La I-League 3 es la cuarta división de fútbol en la India, es de categoría profesional y fue creada en 2023.

## Historia
La AIFF introdujo la ronda de clasificación a la I-League 2 por primera vez en su historia para la temporada 2022–23. El 13 de junio de 2023 el comité de ligas de la AIFF anunció la creación de una nueva liga que estaría debajo de la I-League 2, en la cual los campeones de los estados podían participar. Las ligas estatales nombrarían a un equipo representante antes del 31 de julio. La AIFF busca creara una pirámide competitiva de acuerdo a la progresión del deporte, con lo que permitiría a equipos de localidades pequeñas en derecho de poder ascender de categoría por desempeño. -->

## Campeones
- Fuente:[7]

| Temporada | Campeón      | Subcampeón | 3° lugar           | Equipos |
| --------- | ------------ | ---------- | ------------------ | ------- |
| 2023-24   | Sporting Goa | Dempo      | Sporting Bengaluru | 25      |